# Ávilai Nagy Szent Teréz-plébániatemplom
Az Ávilai Nagy Szent Teréz-plébániatemplom, másként terézvárosi plébániatemplom Budapesten található a Terézvárosban, a Konzervatóriummal egy telken. Az ingatlan osztatlan közös tulajdonú, az Esztergom-Budapesti főegyházmegye tulajdonában áll egyházi részről. Az 1997. évi LIV. törvény alapján a templom 15 526. törzsszám alatt II. kategóriába sorolt műemlék. A VI. kerület legnagyobb temploma, tornya magassága 65 méter.

## Története
A terézvárosi hívek számára Batthyány József hercegprímás 1777. szeptember 30-án hozta létre a plébániát, ebben az évben indult meg az anyakönyvezés is. A plébánia védőszentje Ávilai Szent Teréz lett. Kápolna gyanánt Schopek Ferencné majorságán álló egyik faépületet jelölte ki, ezt önköltségén kiegészítette egy lakással a plébános számára. Ezt a fakápolnát az egyházközség hamar kinőtte, és 1801-ben megkezdődött a templom építése a Szentlélek tiszteletére Kasselik Fidél tervei szerint. 1809-re már használható állapotba került. A templom homlokzatát díszítő Szent Teréz-szobrot Dunaiszky Lőrinc készítette 1811-ben. A beltér kialakítása Pollack Mihály tervei szerint ment végbe 1824–31 között. Rudnay Sándor hercegprímás 1822-ben elrendelte, hogy az 1215 m²-es templom titulusát változtassák Ávilai Szent Terézre. A főoltárkép Schöfft József Károly festménye, 1828 körül készült, a toronysisakot Ybl Miklós tervezte 1871-ben. 1888. október 24-én befejeződött a renoválás és elkészült a belső berendezés is, amit követően Simor János hercegprímás újfent megáldotta a templomot.
1946. május 1-jén a plébánia területéből hozták létre a szeplőtelen fogantatás lelkészséget (Lovag u. 9–11.), mely az istentiszteleteket eleinte a Lovag utcai iskola tornatermében, később pedig a Bazilika emeleti oratóriumában végezte. 1959. március 31-én megszűnt a lelkészség életképtelensége miatt, anyakönyvei (1946–1959) a terézvárosi plébánián találhatóak.
1962-ben súlyosan megsérült a tetőszerkezet, emiatt a templom mindkét oldalán a falba négy-négy betonoszlopot építettek be, majd betongyűrűt helyeztek rájuk, ami a tetőszerkezetet tartja. 1972 és 1982 között belső felújításon esett át a templom. 1997-ben megkezdődött a külső felújítás, egy év leforgása alatt a tornyot és a főhomlokzatot helyreállították. A külső felújítás után az altemplomot több lépcsőben alakították ki, ezzel egyidejűleg padlófűtés is beépítésre került.

## Harangjai
Négy harangja van:
- Magyarok Nagyasszonya-nagyharang: Súlya: 700 kg, alsó átmérője 105 cm, hangja gesz1 + 2 (hangja 2 centtel magasabb a normál hangnál)

Felirata: „AD HONOREM MAGNAE DOMINAE HUNGARORUM PAROCHIANI ECCLESSIAE SCTAE THERESIAE ANNO 1926.” 
A másik oldalon: „HARANGMŰVEK RT. ÖNTÖTT ENGEM BUDAPESTEN F.W.RINCKER ÁLTAL 1926. No.5725”
- Jézus Szíve-harang: Súlya: 415 kg, alsó átmérője 87 cm, hangja asz1 + 31.

Felirata: „E PIIS COLLATIS FIDELIUM SUB PAROCHO FRANCISCO PÁPAY PRAEPOSITO DE GARAB 1921.”
A másik oldalon: „IN HONOREM SSMI CORDIS JESU. ÖNTÖTTE AZ ECCLESIA RT. BUDAPEST”
- Szent Ágoston-harang: 210 kg-os, 74 cm alsó átmérőjű, c2 + 3 hangú.

Felirata: „ISTEN DICSŐSÉGÉRE, ÉS SZENT ÁGOSTON PÜSPÖK TISZTELETÉRE ÖNTETETT ENGEM BUDAPEST-TERÉZVÁROS ÖNKORMÁNYZATA A TEMPLOM MEGÁLDÁSÁNAK 200. ÉVFORDULÓJÁRA, A PAPSÁG ÉVÉBEN, 2009-BEN. ÖNTÖTTE GOMBOS MIKLÓS HARANGÖNTŐ MESTER ŐRBOTTYÁNBAN”
Másik oldalon: „SZENT ÁGOSTON PÜSPÖK KÖNYÖRÖGJ ÉRETTÜNK” (Szent Ágoston-képpel)
- Szent Edith Stein-lélekharang: 80 kg-os, 52 cm alsó átmérőjű, gesz2 - 45 hangú.

Felirata: „ISTEN DICSŐSÉGÉRE, ÉS SZENT TERÉZIA BENEDIKTA (EDITH STEIN) SZŰZ ÉS VÉRTANÚ TISZTELETÉRE ÖNTETETT ENGEM BUDAPEST-TERÉZVÁROS ÖNKORMÁNYZATA A TEMPLOM MEGÁLDÁSÁNAK 200. ÉVFORDULÓJÁRA, AZ ÚRNAK 2009. ÉVÉBEN. ÖNTÖTTE GOMBOS MIKLÓS ARANYKOSZORÚS HARANGÖNTŐ MESTER ŐRBOTTYÁNBAN”
Másik oldalon: „SZENT TERÉZIA BENEDIKTA KÖNYÖRÖGJ ÉRETTÜNK!” (feszületképpel)
Eredetileg öt harangja volt. A mai négy közül a két kisebbet 2009. október 16-án öntetették Őrbottyánban, Gombos Miklóssal, helyük megvolt az állványban, a második világháborúban elvitt két harang (230 kg-os c2 alaphangú, 100 kg-os f2 alaphangú) helyére került vissza. A legnagyobb még mindig hiányzik a harangtoronyból. Helye megvan az állványban. Súlya 1550 kg volt és desz1 hangon szólt. Ez is a második világháború áldozata lett. Pótlása tervben van.
Harangozási rend: Délben a nagyharang, este a második legnagyobb harang szól, lélekharangként a legkisebb. Szentmisék kezdetekor a két középső harang szól. A négy harang együtt nagyobb egyházi ünnepeken szól csak.

## Plébánosai
| Időszak         | Név                   | Megjegyzés |
| --------------- | --------------------- | ---------- |
| 1777 – 1798     | Edenhoffer György     |            |
| 1798 – 1810     | Pfingstl Mihály       |            |
| 1810 – 1835     | Schrajer Ádám         |            |
| 1835 – 1854     | Wohldrann János       |            |
| 1854 – 1886     | Klempa Simon          |            |
| 1886 – 1914     | Stieber Vince         |            |
| 1914 – 1935     | Pápay Ferenc          |            |
| 1935 – 1952     | Hévey Gyula           |            |
| 1952 – 1983     | Mag Béla              |            |
| 1983 – 2005     | Christ György         |            |
| 2005 – jelenleg | Horváth Zoltán István |            |

## Képtár

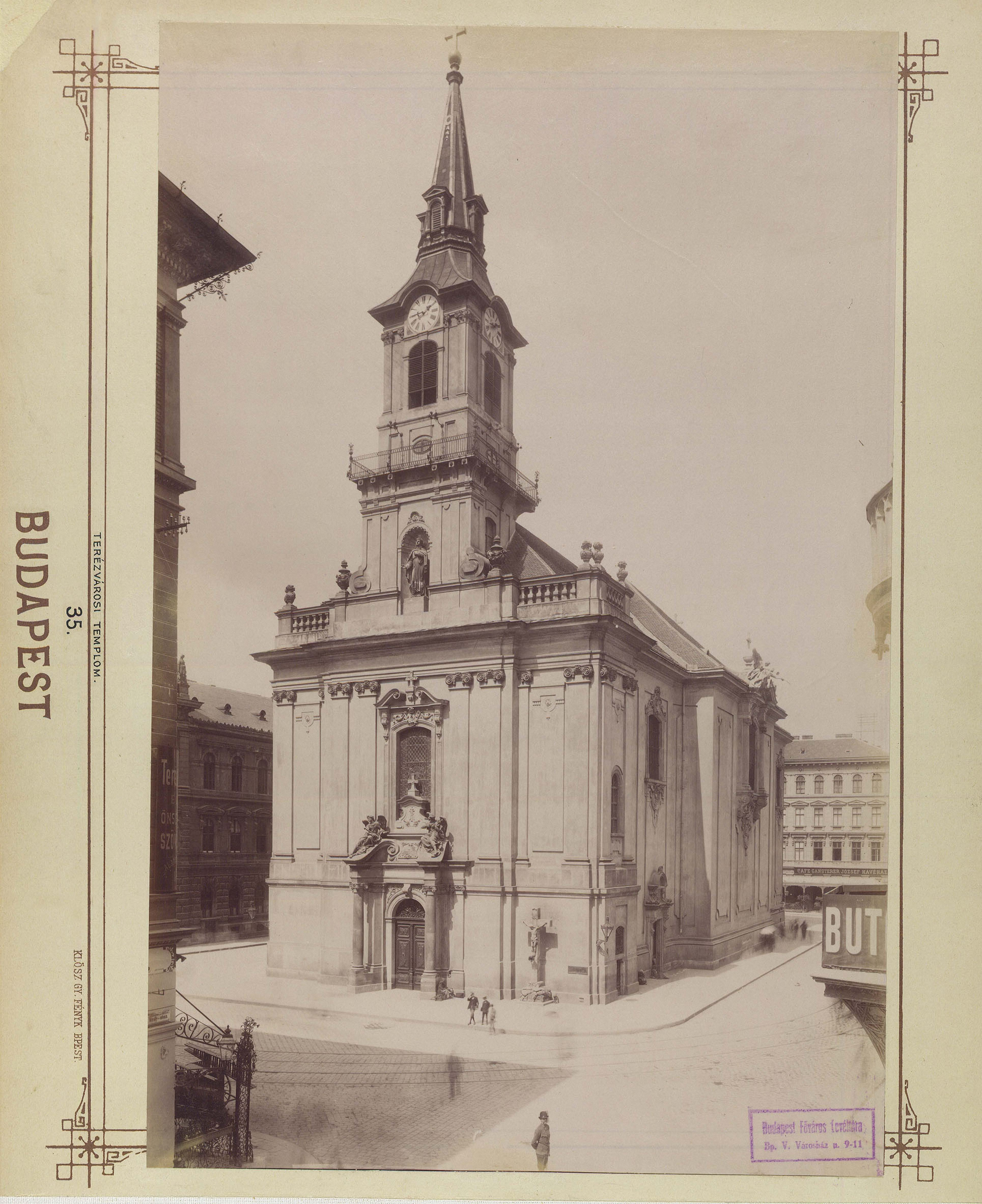
A templom egy 19. század végi képeslapon
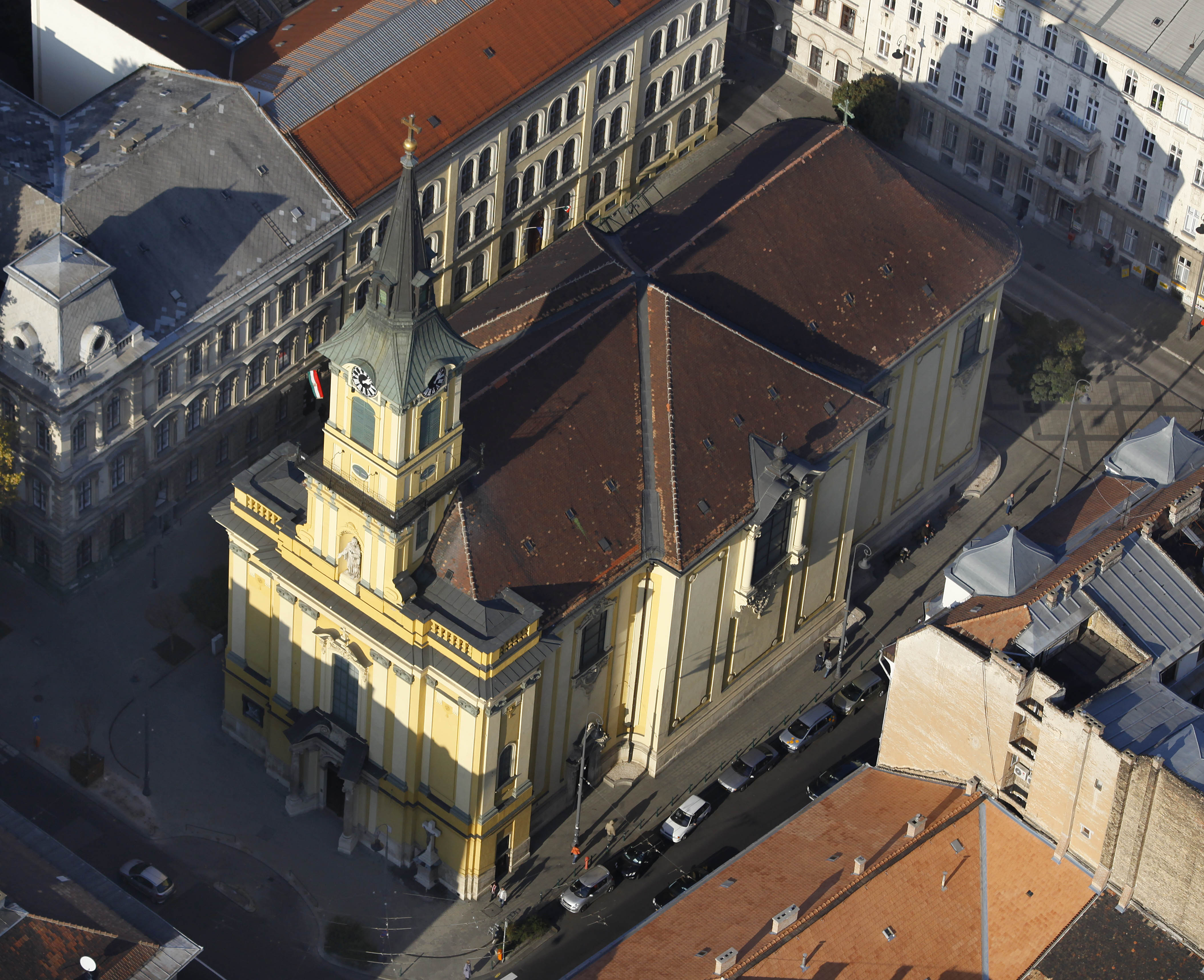
A templom felülnézetből
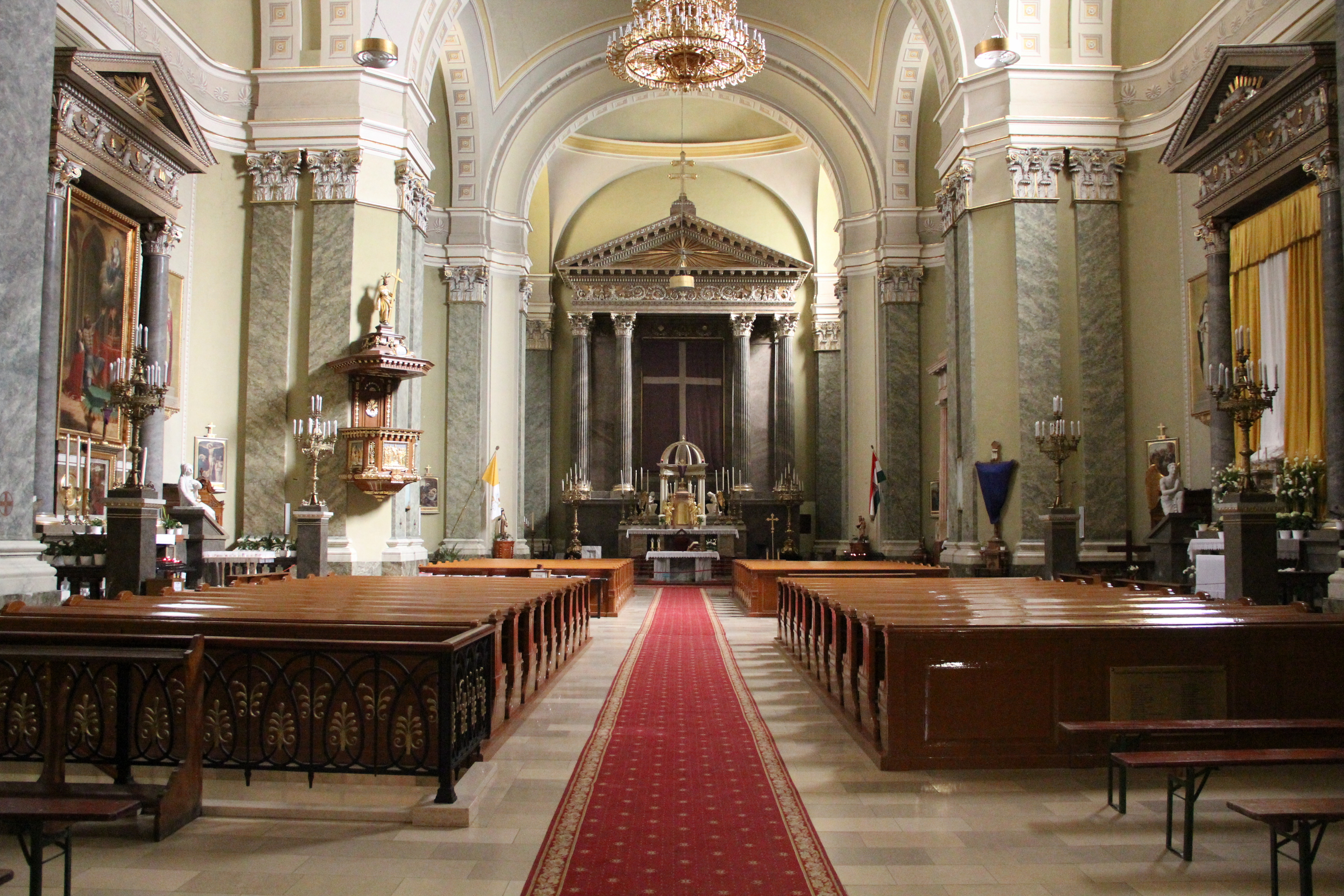
A templom belső tere nagyböjti időben
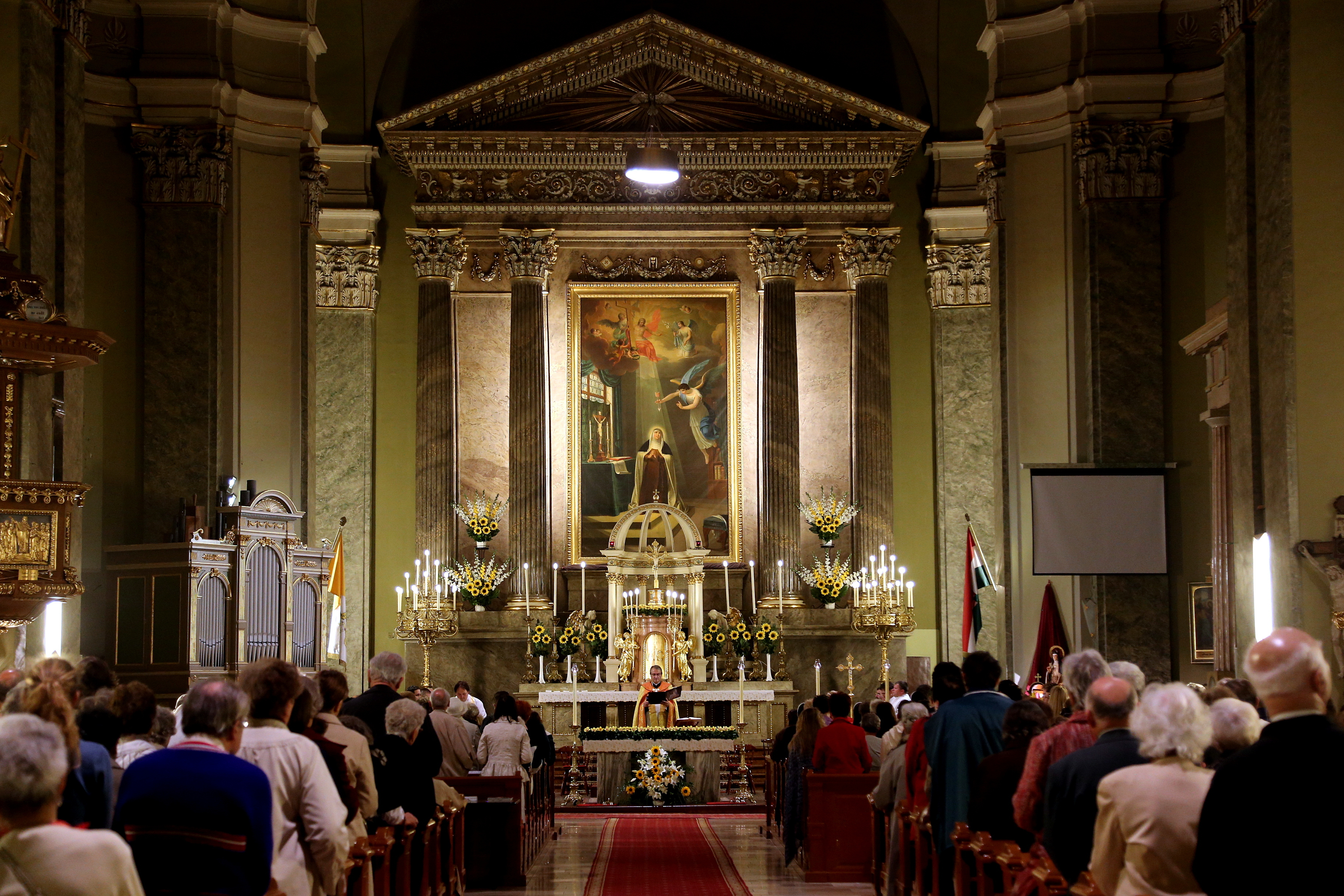
Ünnepi liturgia
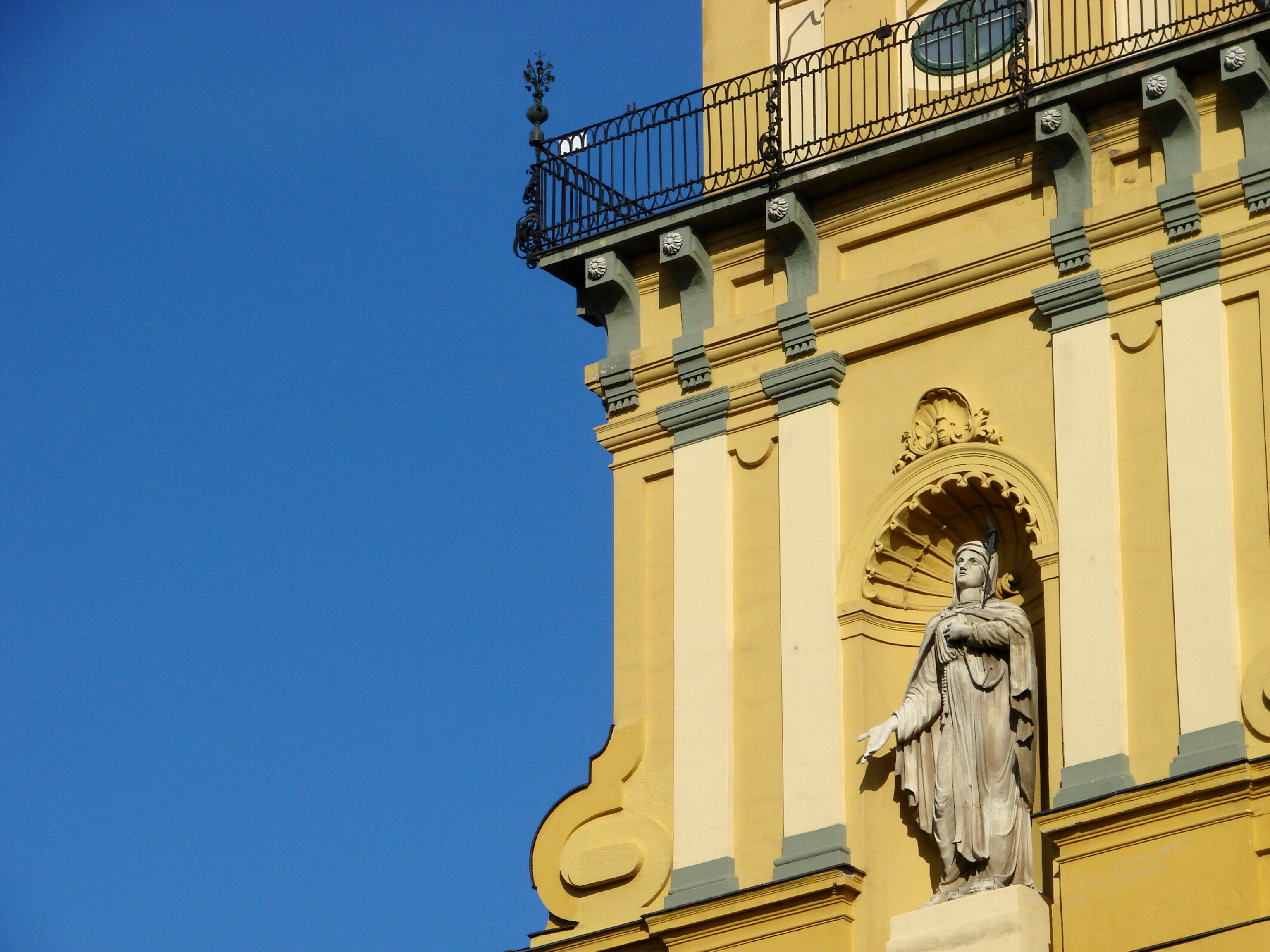
Szent Teréz szobra a tornyon
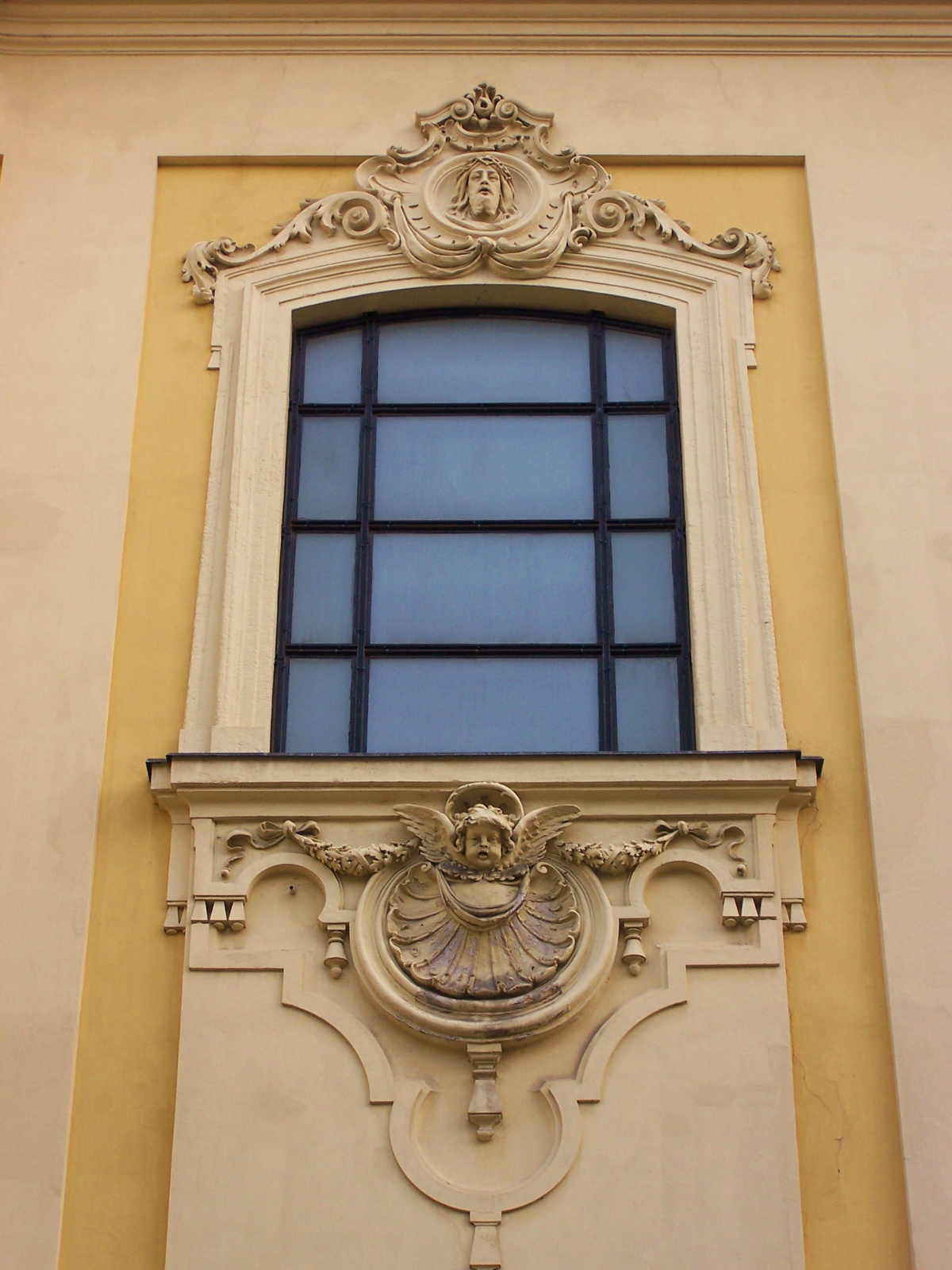
Ablak
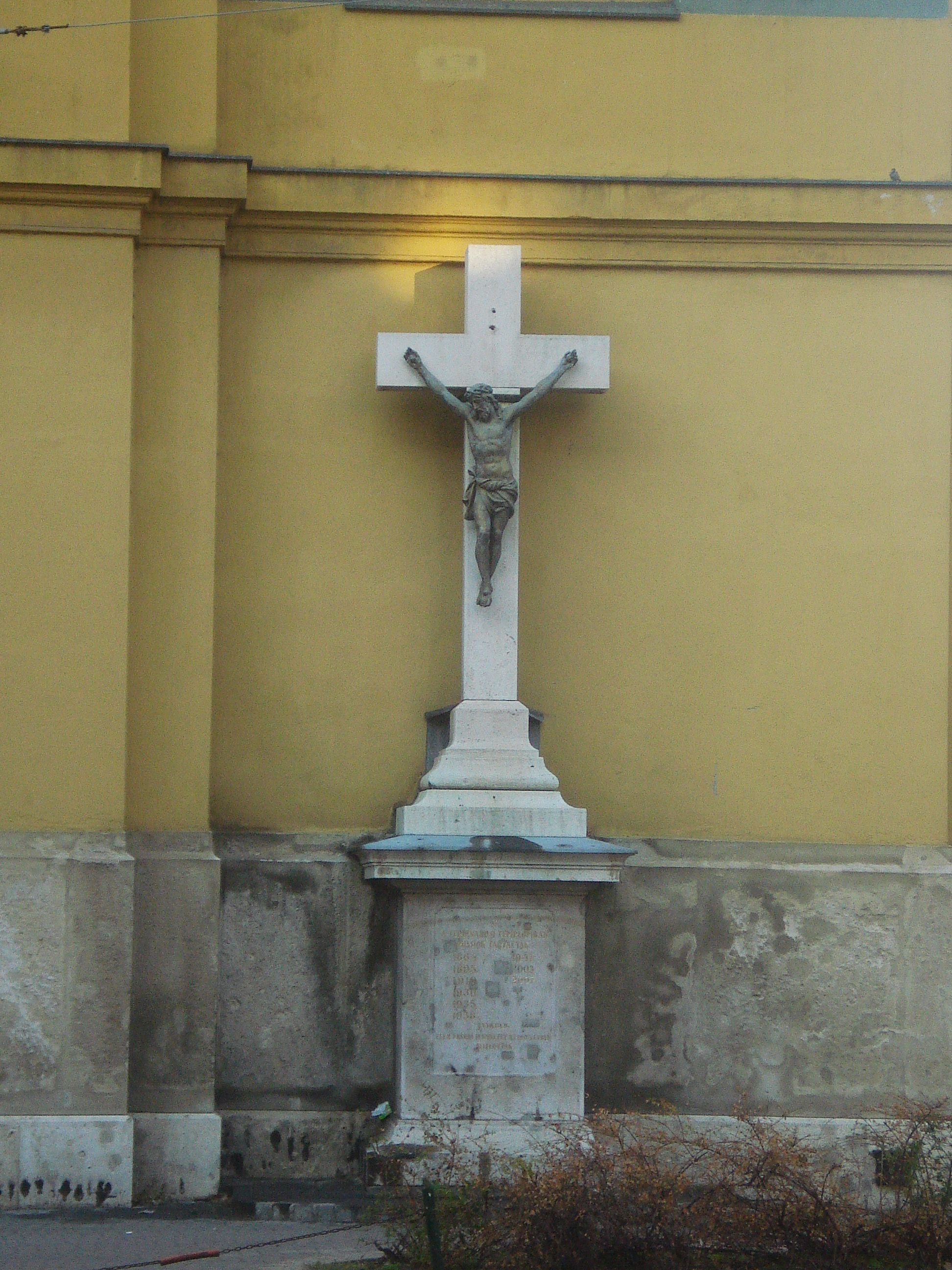
Feszület